# Theretra suffusa
Theretra suffusa is een vlinder uit de familie van de pijlstaarten (Sphingidae). De wetenschappelijke naam van de soort werd in 1856 gepubliceerd door Francis Walker.

## Beschrijving

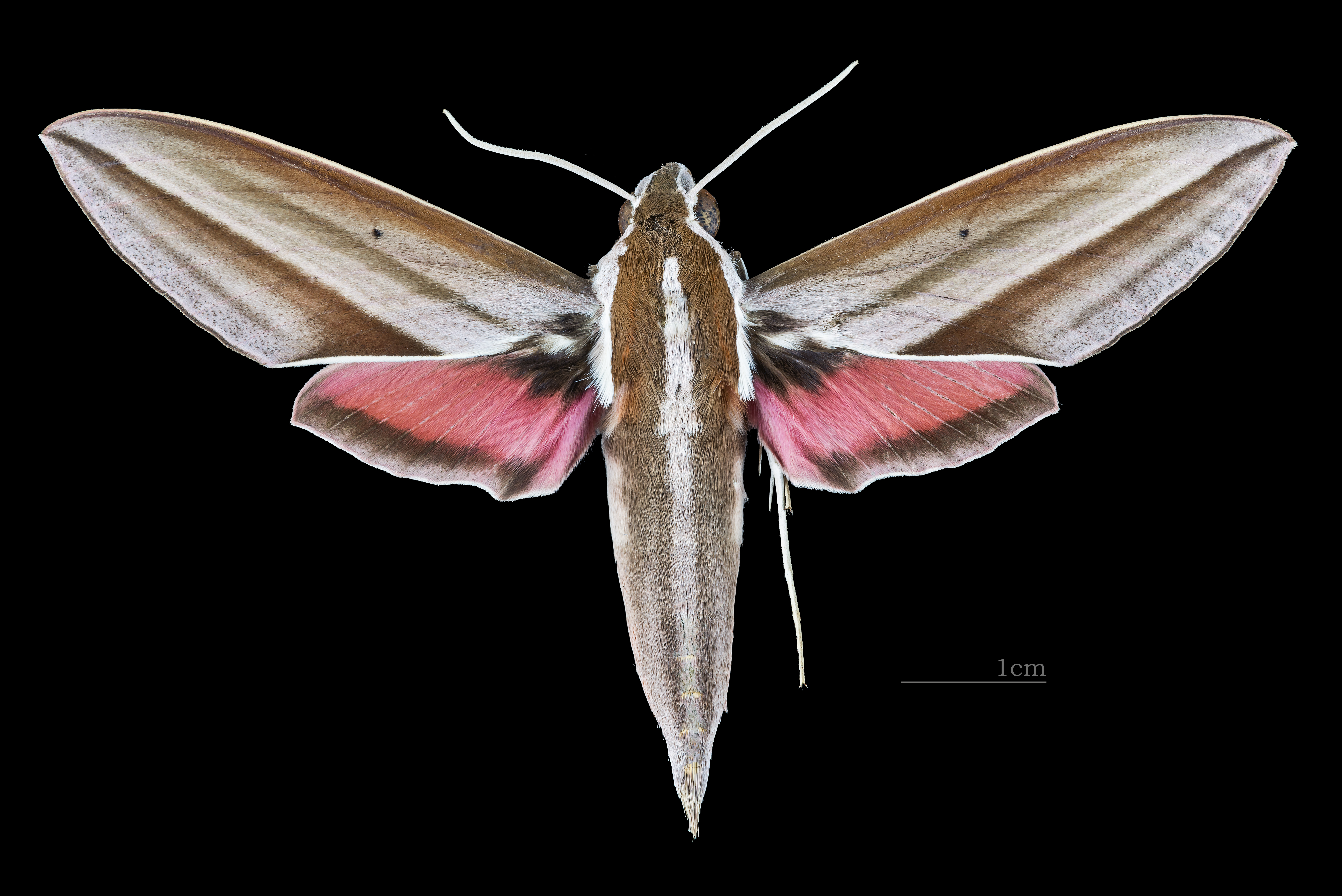
Theretra suffusa ♂
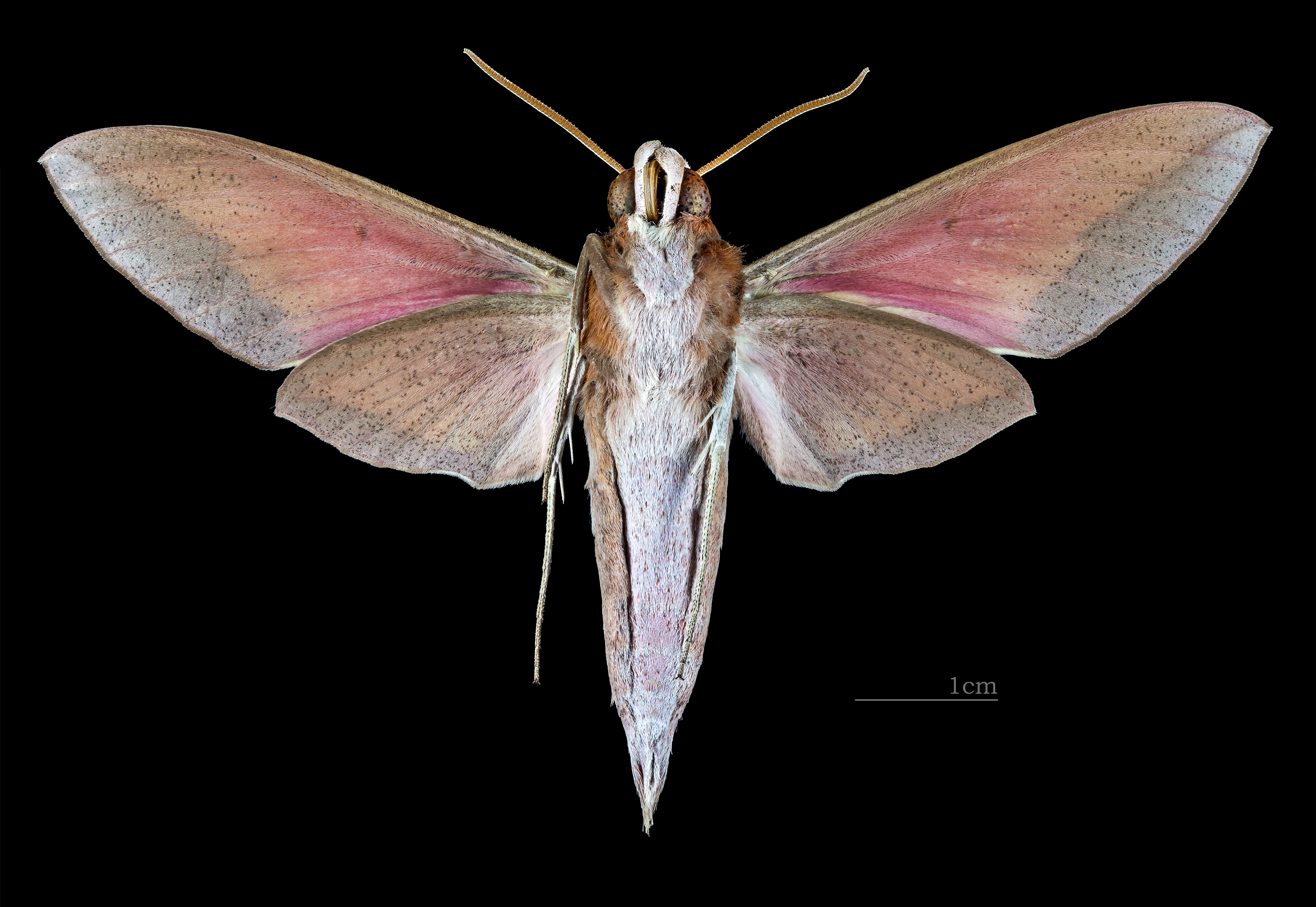
Theretra suffusa ♂ △
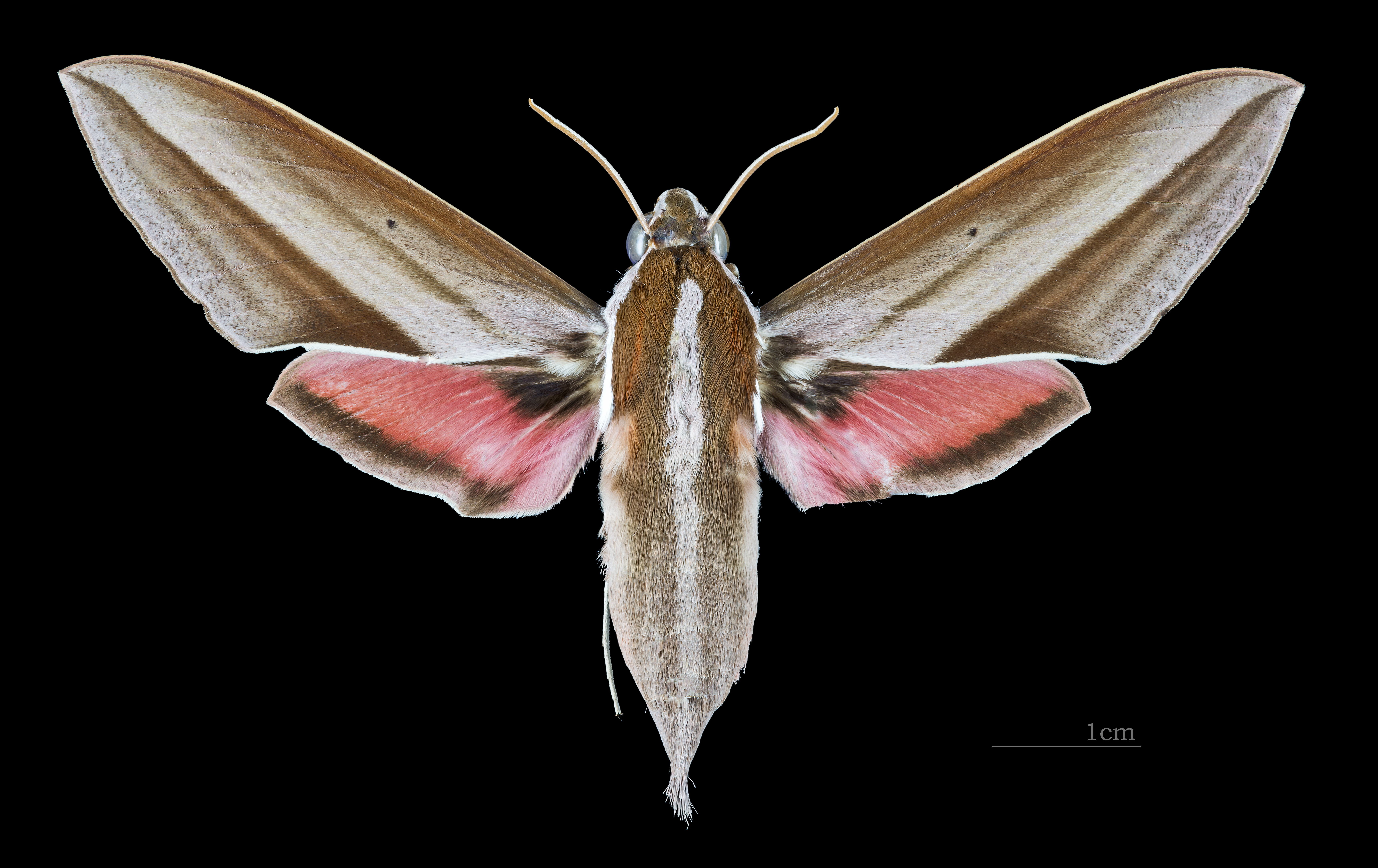
Theretra suffusa  ♀
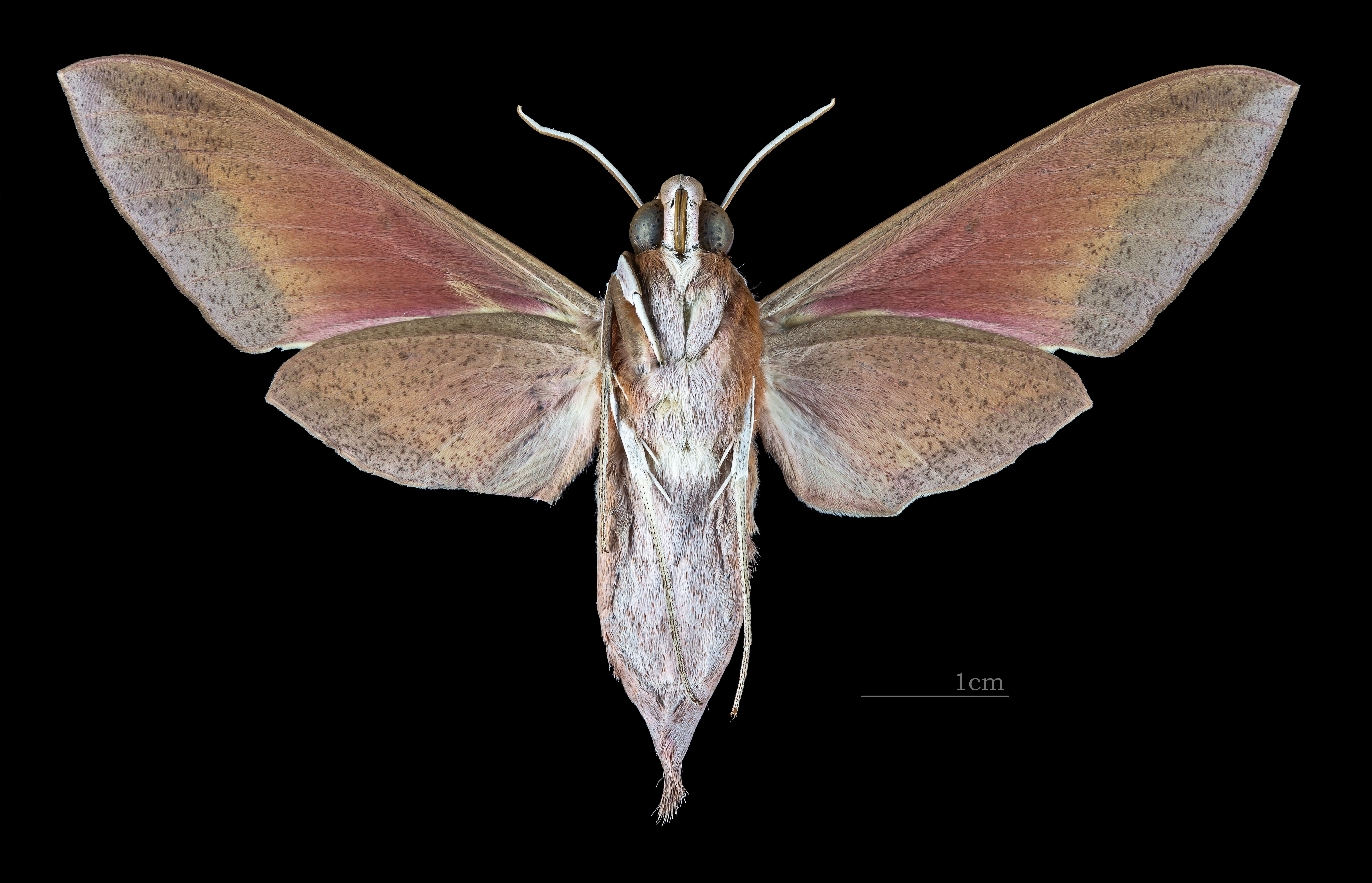
Theretra suffusa ♀ △